# 湖雍铁路
湖雍铁路是中国贵州省一条地方城际铁路。湖雍铁路由既有铁路湖林线湖潮至林歹南段、新建林织铁路（林歹南至织金北段）及新建织纳线（织金北至纳雍西段）组成。

## 技术
湖雍铁路为单线电气化II级铁路，正线设计时速为120km/h。半自动闭塞，以货运为主，兼顾客运业务。其中，林织段全长67.122公里，织纳段全长59.878公里。
该铁路沿途设有林歹南、织金北、坪子上、新发、织金北、板桥、大田坝、大龙场、乐治、纳雍、纳雍西等车站。

## 历史
林织铁路于2009年开工建设，于2015年12月28日开通运营。织纳铁路于2013年1月开工，于2015年12月28日竣工通车。2016年1月10日，湖雍铁路全线通车。
开行贵阳往返纳雍的图定旅客列车，经由沪昆、黄织、织毕、织纳线运行。